# Лондон (Арканзас)
Лондон (англ. London) — місто (англ. city) в США, в окрузі Поуп штату Арканзас. Населення — 936 осіб (2020).

## Географія
Лондон розташований за координатами 35°19′32″ пн. ш. 93°14′37″ зх. д. / 35.32556° пн. ш. 93.24361° зх. д. (35.325621, -93.243595).  За даними Бюро перепису населення США в 2010 році місто мало площу 8,40 км², з яких 8,37 км² — суходіл та 0,03 км² — водойми.

## Демографія
Згідно з переписом 2010 року, у місті мешкало 1039 осіб у 403 домогосподарствах у складі 285 родин. Густота населення становила 124 особи/км².  Було 448 помешкань (53/км²). 
Расовий склад населення:
| - 94,9 % — білих - 0,9 % — азіатів - 0,7 % — корінних американців - 0,4 % — чорних або афроамериканців |

До двох чи більше рас належало 3,0 %. Іспаномовні складали 1,4 % від усіх жителів.
За віковим діапазоном населення розподілялося таким чином: 24,6 % — особи молодші 18 років, 62,5 % — особи у віці 18—64 років, 12,9 % — особи у віці 65 років та старші. Медіана віку мешканця становила 37,9 року. На 100 осіб жіночої статі у місті припадало 97,2 чоловіків;  на 100 жінок у віці від 18 років та старших — 101,8 чоловіків також старших 18 років.
Середній дохід на одне домашнє господарство  становив 43 853 долари США (медіана — 32 390), а середній дохід на одну сім'ю — 52 840 доларів (медіана — 50 000). Медіана доходів становила 31 734 долари для чоловіків та 24 886 доларів для жінок. За межею бідності перебувало 30,3 % осіб, у тому числі 50,4 % дітей у віці до 18 років та 7,6 % осіб у віці 65 років та старших.
Цивільне працевлаштоване населення становило 418 осіб. Основні галузі зайнятості: роздрібна торгівля — 17,7 %, виробництво — 15,3 %, будівництво — 13,6 %, транспорт — 13,4 %.